# 3 de maig
|  | Aquest article tracta sobre el dia de l'any. Si cerqueu l'obra de Francisco de Goya, vegeu «El tres de maig». |

El 3 de maig és el cent vint-i-tresè dia de l'any del calendari gregorià i el cent vint-i-quatrè en els anys de traspàs. Queden 242 dies per finalitzar l'any.

## Esdeveniments
Països Catalans
- 1327, Barcelona: S'inaugura el Monestir de Pedralbes, impulsat per la reina Elisenda de Montcada, amb la consagració de l'església de Santa Maria.[1]
- 1462, Salvatierra, Regne de Navarra: Joan el Gran i Lluís XI de França s'hi reuneixen per començar a negociar el que acabarà sent el tractat de Baiona.[2]
- 1812, Mataró: durant la Guerra del Francès, les tropes del general Luís de Lacy intenten prendre la vila amb l'ajut de la flota britànica, però, són rebutjades pels francesos.[3]
- 1837, Benicarló, Baix Maestrat: els carlins aixequen el setge de Benicarló de 1837 després que els liberals rebessin reforços durant la Primera Guerra Carlina.
- 1871, Barcelona: l'Ajuntament hi instaura el sistema mètric decimal al comerç; és el primer municipi del país que ho fa.
- 1930, Barcelona: fundació de la Federació Catalana de Patinatge.
- 1937, Barcelona: Fets de maig, revolta anarquista reprimida pel govern.[4]
- 1939, València: desfilada militar, anomenada Desfile de la Victoria, presidida per Franco per commemorar la conquesta de la ciutat.
- 2011: El diari La Vanguardia instaura la seva versió catalana, però no en l'edició digital, que es manté únicament en castellà.
- 2023: El Lluçanès es converteix en la 43a comarca de Catalunya.[5]

Resta del món
- 1211, La Vaur, Comtat de Tolosa: Saqueig de la vila de La Vaur per part de les tropes de Simó de Montfort després de dos mesos de setge.
- 1216, Roma (Estats Pontificis): el papa Innocenci III confirma l'orde dels Germans de la Santa Creu, fundat pel beat Teodor de Celles.
- 1494, Jamaica: Cristòfor Colom arriba per primera vegada a aquesta illa.
- 1815, Tolentino, Regne de Nàpols: final de la batalla de Tolentino, que es va lliurar sobre el 2-3 de maig. Va ser una batalla decisiva en la guerra napolitana, batalla pel Napoleònic Regne de Nàpols Joachim Murat per mantenir el tron després del congrés de Viena.[6]
- 1916, Presó de Kilmainham, Dublín: Patrick Pearse, Thomas MacDonagh i Thomas J. Clarke són afusellats per la seva participació en l'Alçament de Pasqua.[7]
- 1937, Nova York, EUA: Allò que el vent s'endugué), novel·la de Margaret Mitchell guanya el Premi Pulitzer.
- 1977, Espanya: El govern espanyol legalitza el PSUC.
- 1979, Londres, Regne Unit: Margaret Thatcher guanya les eleccions al Parlament del Regne Unit. Per primer cop en la història del país, una dona ocupa el càrrec de Primer Ministre.

## Naixements
Països Catalans
- 545, València: Joan Baptista Vives, jurista, diplomàtic i mecenes, fundador del Pontifici Col·legi Urbanià de Propaganda Fide[8]
- 1854, Palma, Mallorca: Joan Alcover, poeta en mallorquí[9]
- 1856, Calaf, l'Anoia: Alexandre de Riquer i Ynglada, intel·lectual i polifacètic artista català: dissenyador, dibuixant, pintor, gravador, bibliòfil, exlibrista, escriptor i poeta.
- 1894, Barcelona, Barcelonès: Miquel Llor i Forcada, escriptor català[10]
- 1900, els Prats de Rei: Rosa Obradors i Rovira, pedagoga catalana[11]
- 1914, Barcelona, Barcelonès: Martí de Riquer i Morera, humanista, especialista en literatura medieval i trobadoresca i expert en el Segle d'or espanyol i El Quixot[12]
- 1935, Tremp: Jordi Mir i Parache, lingüista, escriptor i activista cultural català.
- 1950, Utiel, Plana d'Utiel: Gabriel Albiac, filòsof i escriptor valencià.
- 1953, Barcelona: Dolors Nadal i Aymerich, advocada i política catalana.[13]
- 1958, Barcelona: Carme Jordi, científica i astrofísica catalana.[14]
- 1975, Xàtiva, la Costera: Ximo Cerdà, professor, científic, escriptor i il·lustrador valencià.
- 1993, Terrassa: Andrea Ros, actriu catalana de cinema, teatre i televisió.

Resta del món
- 1469, Florència, República de Florència: Nicolau Maquiavel, filòsof florentí[15]
- 1678, Tenerife, Espanya: Amaro Pargo, corsari espanyol
- 1713, París, Regne de França: Alexis Claude Clairaut, matemàtic francès[16]
- 1737, comtat d'Antrim, Irlanda del Nord: George Macartney. Primer ambaixador britànic a la Xina[17]
- 1761, Weimar, Saxònia, Alemanya: August von Kotzebue, dramaturg alemany[18]
- 1826, Estocolm, Suècia: rei Carles XV de Suècia[19]
- 1839, Remscheid, Rin del Nord-Westfàlia, Alemanya: Johannes Fastenrath, escriptor i hispanista alemany[20]
- 1849, Pforzheim, Alemanya: Bertha Benz, pionera alemanya de l'automoció[21]
- 1873, Molde, Noruega: Nini Roll Anker, novel·lista i dramaturga noruega
- 1876, Hamburg: Richard Ohnsorg, actor, director de teatre i activista per a la causa del baix alemany
- 1886, Rouen, Normandia, França: Marcel Dupré, compositor francès[22]
- 1891, Kíev, Imperi Rus: Mikhaïl Bulgàkov, escriptor[23]
- 1892, Cambridge, Anglaterra: George Paget Thomson, físic britànic i Premi Nobel de Física de l'any 1937[24]
- 1896: 
  - Atenes: Helena de Grècia, reina de Romania (1940, 1947)[25]
  - Whitefield, Gran Manchester: Dodie Smith, novel·lista, dramaturga i guionista britànica, autora de 101 Dàlmates[26]
- 1898, Kíev, actual Ucraïna: Golda Meïr, política israelita.[27]
- 1902, Guebwiller, Alsàcia, Imperi Alemany: Alfred Kastler, físic, Premi Nobel de Física de l'any 1966 [28]
- 1903:
  - Tacoma, estat de Washington, EUA: Bing Crosby, cantant i actor de cinema estatunidenc [29]
  - Providence (Rhode Island), EUA: Ilyas Abu-Xàbaka, poeta, editor, traductor i crític literari libanès, considerat una de les figures capdavanteres de la Nahda.
- 1910, Sant Petersburg: Olga Bergholz, poetessa soviètica
- 1913, Independence (Kansas), EUA: William Inge, dramaturg i guionista de cinema nord-americà.[30]
- 1918: Annelise Pflugbeil, professora i clavecinista alemanya.
- 1919, Nova York, EUA: Pete Seeger, cantautor i activista polític nord-americà [31]
- 1921, Ailey, Geòrgia, EUA: Sugar Ray Robinson, boxador nord-americà.[32]
- 1930, Blaton, Bèlgica: Luce Irigaray, filòsofa, lingüista i psicoanalista, referent del feminisme francès.[33]
- 1933:
  - Barnwell, Carolina del Sud, EUA: James Brown, cantant nord-americà[34]
  - Nova York, EUA: Steven Weinberg, físic nord-americà i Premi Nobel de Física de l'any 1979.[35]
- 1934, Alexandria, Egipte: Giuseppe Mustacchi, conegut pel nom artístic de Georges Moustaki, cantautor francès d'origen greco-egipci[36]
- 1937, Rio de Janeiro, Brasil: Nélida Piñón, escriptora brasilera, periodista, editora i professora.[37]
- 1938, South Shields, Anglaterra: Lindsay Kemp, ballarí, actor, mestre, mim i coreògraf anglès[38]
- 1942, 
  - L'Illa de Sòrga: Christiane Ziegler, egiptòloga francesa, ha treballat al departament d'antiguitats egípcies del Museu del Louvre.
  - Praga: Věra Čáslavská, gimnasta artística txeca, guanyadora d'onze medalles olímpiques[39]
- 1950, Casablanca, Marroc: Elvira Navares, il·lustradora que conreà la tècnica del pastitx
- 1951, Leningrad, URSS: Tatiana Tolstaia, notable escriptora russa moderna.[40]
- 1961, Silvan, Turquia: Leyla Zana, política turca d'origen kurd, activista dels drets humans; ha estat membre del Parlament turc.
- 1966, Vilagarcía de Arousa, Galícia: Luis Ángel César Sampedro, futbolista i entrenador gallec.
- 1975, Knoxville, Tennessee: Christina Hendricks, actriu nord-americana.
- 1990, Bucarest: Alexandra Cadanţu, tennista romanesa.
- 1991, Londres: Carlo Acutis, beat per l'Església catòlica

## Necrològiques
Països Catalans
- 1885, Màlaga, Andalusia, Espanya: Bernat Ferrandis i Badenes, pintor valencià
- 1955, Barcelona: Josep Maria Junoy i Muns, periodista, poeta i dibuixant català[41]
- 1973, València: Amparo Martí, actriu teatral valenciana[42]
- 1984, Barcelona: Glòria Bulbena i Reig, activista cultural catalana i escriptora[43]
- 2003, Alcorcón, Espanya: Queta Claver, actriu i vedette valenciana[44]
- 2016, Barcelona: Mey Hofmann, destacada cuinera catalana [45]
- 2017, Barcelona: Enric Tous i Carbó, arquitecte català [46]
- 2021, Barcelona: Roser Agell i Cisa, pintora, dibuixant i gravadora catalana [47]

Resta del món
- 1211, La Vaur, Comtat de Tolosa: Guirauda de Laurac, noble del Llenguadoc i figura emblemàtica de la resistència occitana durant la Croada albigesa.
- 1598, Ferrara: Anna Guarini, cantant italiana del Renaixement, del concerto delle donne.[48]
- 1616, Stratford-upon-Avon, Regne d'Anglaterra: William Shakespeare, dramaturg anglès (correspon al 23 d'abril del calendari julià vigent en aquella època).[49]
- 1620, Macau, Xina: Sabatino de Ursis, jesuïta italià, matemàtic i astrònom, missioner a la Xina durant el regnat de l'emperador Wanli de la dinastia Ming[50]
- 1704, Salzburg, Arxiducat d'Àustria: Heinrich Biber, compositor i violinista austríac[51]
- 1758, Roma, Estats Pontificis: Benet XIV, Papa de Roma[52]
- 1764, Versalles: Elisabet de França, membre de la família reial executada en el marc de la Revolució Francesa[53]
- 1839, París, França: Ferdinando Paër, compositor parmesà [54]
- 1856, París, França: Adolphe Charles Adam, compositor, pianista i crític de música francès[55]
- 1974, Marsella: Andrée Turcy, actriu i cantant francesa[56]
- 1987, el Caire, Egipte: Dalida, cantant i actriu d'origen italià i nacionalitat francesa, nascuda al Caire[57]
- 1995, Mèxic: Francisco Moreno Capdevila, artista mexicà d'origen català, més conegut pel seu gravat i altra obra gràfica[58]
- 1997, Múrcia, Espanya: Narciso Yepes, guitarrista espanyol[59]
- 2006, Zúric, Suïssa: Karel Appel, pintor i escultor neerlandès, membre fundador del moviment artístic Cobra[60]
- 2014, Chicago, EUA:: Gary Becker, economista i professor universitari estatunidenc[61]
- 2020, Chichester: Selma Huxley, historiadora canadenca que estudià la història balenera del País Basc al Canadà al s. XVI[62]

## Festes i commemoracions
- Fires i Festes de la Santa Creu, a Figueres (Alt Empordà).
- Festa Major de la Santa Creu de Cabrils, a la comarca del Maresme
- Dia de la Creu de Santa Cruz de Tenerife.
- Dia Mundial de la Llibertat de Premsa
- Onomàstica: Sant Felip apòstol; sant Jaume el Menor apòstol; sant Jaume el Just; Juvenal de Narni, bisbe; Teodosi de Kíev, abat; sant Alexandre I, papa; sant Pasqual de Tormellas, prevere; beat Estanislau de Kazimierz, canonge; venerable Juana de la Cruz Vázquez, franciscana; servent de Déu Istifan al-Duwayhi, bisbe maronita, fundador de l'Orde Libanès Maronita.